# Nationalsozialistische Kampfbewegung Deutschlands
Die Nationalsozialistische Kampfbewegung Deutschlands (NSKD) war eine politische Organisation, die in der Spätphase der Weimarer Republik, von 1931 bis 1933 existierte. Sie ist nicht zu verwechseln mit der namensähnlichen Organisation Kampfgemeinschaft revolutionärer Nationalsozialisten, die bereits 1930 entstand (siehe Schwarze Front).

## Geschichte

### Entstehung
Die Nationalsozialistische Kampfbewegung Deutschlands entstand im April 1931 als eine Abspaltung von der NSDAP und ihrer Straßenkampforganisation, der Sturmabteilung (SA).
Hintergrund dieser Sezession war folgende Gemengelage: 1931 schwelte untergründig insbesondere in der Berliner SA eine starke Unzufriedenheit und sogar Ablehnung mit dem Kurs der Parteileitung der NSDAP, im Kampf um die Macht im Staat strikt auf formal legale Mittel zu setzen. Die Parteileitung hatte sich offiziell darauf festgelegt, ausschließlich mit legal-parlamentarischen Mitteln die Macht im Staat zu übernehmen zu versuchen. Illegale Methoden, d. h. Versuche, die Macht im Staat durch einen Militärputsch zu erlangen, sollten die Partei und alle ihre Gliederungen gemäß der 1924/1925 von Adolf Hitler konzipierten Legalitätstaktik strikt unterlassen, da Hitler und die anderen Parteiführer dies als aussichtslos ansahen.
Bei großen Teilen der einfachen SA-Männer, zumal im Befehlsbereich des sogenannten OSAF-Stellvertreter-Gebietes Ost, das die SA-Verbände Berlins und der ostelbischen Provinzen Deutschlands (Brandenburg-Ostmark, Mecklenburg, Pommern und Schlesien) umfasste, war die Legalitätstaktik der Parteiführung jedoch seit jeher überaus unbeliebt, weil die meisten SA-Männer ein Selbstverständnis als „Revolutionäre“ pflegten und eine legal-parlamentarische Strategie als „unmännlich“, „schlapp“ und „verspießert“ empfanden. Denn eine legale Übertragung der Regierungsverantwortung an die NSDAP nach der Teilnahme an Wahlen und der Erlangung einer genügenden Zahl von Reichstagsmandaten setzte ja eine – zumindest bedingte – Anpassung und Einfügung in das bestehende Staats- und Regierungssystem der Weimarer Republik voraus. Die besagten großen Teile der SA träumten demgegenüber aber davon, den herrschenden Staat als Barrikadenstürmer nach dem Vorbild der Revolutionäre von 1848 gewaltsam umzustürzen und durch einen neuen Staat zu ersetzen. Nach dem Willen großer SA-Teile sollte die Partei die SA so lange weiter ausbauen und politischen Aktivismus auf der Straße praktizieren lassen, bis sie groß und stark genug geworden sei, um einen erfolgreichen Umsturz des Staates herbeiführen zu können.
Zum Stimmführer dieses revolutionären Kurses entwickelte sich im Spätsommer 1930 der Befehlshaber der ostdeutschen SA (OSAF-Stellvertreter Ost) Walther Stennes. Als am Abend des 31. März 1931 schließlich die Nachricht nach Berlin durchsickerte, dass die Parteileitung beabsichtige, Stennes bei einer Führerbesprechung in Weimar am folgenden Tag abzusetzen, beschlossen einige Stennes treu ergebene Unterführer des OSAF-Gebietes Ost, zur offenen Revolte gegen die NSDAP-Führung überzugehen, wobei sie den zögerlichen Stennes vor vollendete Tatsachen stellen wollten: Am 1. April besetzten einige Stennes-treue SA-Verbände gewaltsam das Berliner Gauhaus der NSDAP in der Hedemannstraße, in dem sich die Geschäftsräume der Berliner Gauleitung und die Redaktion und Druckerei der Berliner Parteizeitung Der Angriff befanden. Somit war die Abspaltung von Stennes und der ihm treuen Unterführer und SA-Männer von der Partei besiegelt. Dieser als Stennes-Revolte bekannt gewordenen Insurrektion gegen die NSDAP-Führung schlossen sich die Führer der Gaustürme Berlin, Brandenburg, Mecklenburg, Pommern und Schlesien sowie eine größere Zahl von SA-Männern in Berlin und Brandenburg und einige wenige SA-Männer in den übrigen Ost-Provinzen an. Zur Niederschlagung der Revolte wurde der Reichstagsabgeordnete Edmund Heines als Beauftragter der Münchener Parteiführung nach Berlin geschickt, dem es zusammen mit einigen anderen Hitler-treuen Funktionären gelang, die Meuterei der Berliner SA bis Mitte April zu neutralisieren. Heines und der von der Parteiführung zum Nachfolger Stennes als OSAF-Stellvertreter Ost ernannte Paul Schulz reorganisierten die Berliner und ostdeutsche SA, wobei etwa 1/3 der Berliner SA-Männer diese von sich aus verließen, um mit Stennes zu gehen oder ausgestoßen wurden. Der zum "Politischen Sonderkommissar Ost" der Parteileitung ernannte Hermann Göring, im Verein mit dem Berliner Gauleiter Joseph Goebbels und der Parteileitung, schloss die führenden Köpfe der Revolte in analoger Weise aus der NSDAP aus, sofern sie nicht von sich aus aus der Partei austraten.
Die große Spaltung der NSDAP, die einige Tage lang von der Parteileitung befürchtet und von der gegnerischen Presse voreilig gefeiert wurde, blieb jedoch aus. Bereits zum Monatsende April 1931 konnten Schulz und Heines dem nach Berlin gereisten SA-Stabschef Ernst Röhm in einem Appell im Sportpalast den intakten Korpus der Berliner SA-Männer, die der Parteiführung gehorsam geblieben waren oder deren Gehorsam durch die Säuberungskommissare wiederhergestellt worden war, "übergeben". Die Mitgliederverluste, die die SA durch die Revolte vom April 1931 erlebte, waren durch das allgemeine Wachstum, das die SA im Jahr 1931 im Zuge der grundsätzlichen Hochkonjunktur der NS-Bewegung, bis zum Herbst 1931 wieder eingeholt.
Stennes und seine Unterführer sowie die mit ihnen von der NSDAP und SA abgefallenen SA-Männer und Parteimitglieder bildeten Mitte April 1931 eine neue Organisation, der sie den Namen "Nationalsozialistische Kampfbewegung Deutschlands" (NSKD) gaben. Im Gegensatz zur NSDAP sollte diese neue Organisation dezidiert keine Partei sein, sondern eine "Bewegung", ein Zusammenschluss revolutionär ("kämpferischer") Männer, die aktiv für ein ihnen gerecht erscheinendes Ziel stritten.

### Entwicklung der Organisation von 1931 bis 1933
Ab April 1931 gab es eine eigene Wochenschrift der Kampfbewegung namens Arbeiter, Bauern, Soldaten, mit einer Startauflage von 30.000 bis 40.000 Exemplaren. Als Herausgeber fungierte Stennes, als verantwortlicher Redakteur sein Vertrauensmann Jahn. Finanziert wurde die Zeitschrift von Hermann Ehrhardt.
Die NSKD führte in den Jahren 1931 und 1932 einen politischen Kleinkrieg gegen die aus ihrer Sicht bürgerlich-unrevolutionäre NSDAP. Ihre Mitgliederstärke ging zu keinem Zeitpunkt über 4000 Mitglieder hinaus. Analog zur Hitlerjugend errichtete die NSKD eine Jugendorganisation unter der Bezeichnung Nationalsozialistische Kampfjugend.
Am 3. Juni 1931 schlossen sich Stennes und die NSKD auf Druck ihres Finanziers Hermann Ehrhardt mit einer anderen NSDAP-Sezession, der Kampfgemeinschaft Revolutionärer Nationalsozialisten um Otto Straßer, zu einer "national-revolutionären Front" zusammen, um ihre Auseinandersetzung mit der NSDAP gemeinschaftlich führen zu können. Die beiden Gruppierungen trennten sich aber bereits wieder am 11. September 1931, aufgrund von Uneinigkeiten über die Frage, ob man mit der KPD zusammenarbeiten sollte oder nicht. Stennes und die "Kampfbewegung" lehnten dies strikt ab, während Straßer und die "Kampfgemeinschaft" dies nachdrücklich befürworteten. Hinzu kam, dass Stennes und seine Anhänger einen landsknechtlich-aktivistischen Zuschnitt hatten, der mit dem stark intellektuell-literarischen Geist der Straßer-Gruppe kaum vereinbar schien. Stennes hatte noch in den ersten Tagen nach dem Abfall seiner Gruppe von der NSDAP im April 1931 öffentlich verkündet, dass er nicht die Absicht habe, zum "Salon-Diskutierklub Straßer" zu gehen.
Ende August gab Stennes eine Presseerklärung folgenden Inhalts heraus:
"Verschiedene Ereignisse der letzten zeit haben die Unzulänglichkeit des politischen Führers der NSKD Otto Straßer erwiesen. Als Führer der SA innerhalb der NSKD habe ich daher die im Juni mit Otto Strasser geschlossene Verbindung wieder gelöst. Die unter meiner Führung stehende SA wird ab 1. September wieder in voller Selbständigkeit ihre alten Ziele weiter verfolgen. gez Walter Stennes, Hauptmann a.D."
Infolge der Trennung Straßer-Stennes schied Stennes im September 1931 aus dem Vollzugsausschuss der NSKD aus (der trotz seines Namens kein Organ der NSKD, sondern der Straßer-Gruppe war) und ging mit der NSKD wieder eigene Wege. Pressemeldungen zufolge begründete Stennes seinen Schritt damit, die politische Führung, die "jeden Versuch politischer Beeinflussung konsequent" ablehne, habe ihn hierzu veranlasst. Weiter wurde gemeldet, dass der Vollzugsausschuss den Oberleutnant Hans Friedrich Wendt zum Reichsführer der "Revolutionären Kampfgemeinschaft" [sic!] bestimmt habe und ihn gleichzeitig provisorisch in den Vollzugsausschuss aufgenommen habe.
Im Dezember 1932 stellte Stennes seine Organisation dem amtierenden Reichskanzler Kurt von Schleicher als Hilfstruppe in einem sich gegen die NSDAP richtenden Wahlkampf im Falle einer erneuten Reichstagsauflösung zur Verfügung, wozu es aber nicht kam.
Die NSKD wurde schließlich im Frühjahr 1933 verboten.

## Zeitgenössisches Schrifttum
- Walter Jahn: Wie es zur Stennes-Aktion kam!, Berlin 1931.